# Leptocera lutosoidea
Leptocera lutosoidea är en tvåvingeart som först beskrevs av Oswald Duda 1938.  Leptocera lutosoidea ingår i släktet Leptocera och familjen hoppflugor. Inga underarter finns listade i Catalogue of Life.